# 마킬링
《마킬링》(타갈로그어: Makiling)는 2024년 방영된 필리핀의 텔레비전 드라마이다.